# Roxas (Capiz)
Roxas is de enige stad en tevens de hoofdstad van de Filipijnse provincie Capiz. Bij de laatste census in 2007 had de stad bijna 148 duizend inwoners.

## Geschiedenis
Roxas werd een stad op 12 mei 1951.

## Geografie

### Bestuurlijke indeling
Roxas is onderverdeeld in de volgende 86 barangays:
| - Adlawan - Bago - Balijuagan - Banica - Barra - Bato - Baybay - Bolo - Cabugao - Cagay - Cogon - Culajao - Culasi - Dumolog - Dayao - Dinginan | - Gabu-an - Inzo Arnaldo Village - Jumaguicjic - Lanot - Lawa-an - Liong - Libas - Loctugan - Lonoy - Milibili - Mongpong - Olotayan - Poblacion I - Poblacion II - Poblacion III - Poblacion IV | - Poblacion V - Poblacion VI - Poblacion VII - Poblacion VIII - Poblacion IX - Poblacion X - Poblacion XI - Punta Cogon - Punta Tabuc - San Jose - Sibaguan - Talon - Tanque - Tanza - Tiza |

## Demografie
Roxas City had bij de census van 2007 een inwoneraantal van 147.738 mensen. Dit zijn 21.386 mensen (16,9%) meer dan bij de vorige census van 2000. De gemiddelde jaarlijkse groei komt daarmee uit op 2,18%, hetgeen hoger is dan het landelijk jaarlijks gemiddelde over deze periode (2,04%). Vergeleken met de census van 1995 is het aantal mensen met 29.023 (24,4%) toegenomen.

De bevolkingsdichtheid van Roxas City was ten tijde van de laatste census, met 147.738 inwoners op 101,96 km², 1449 mensen per km².

## Economie
In Roxas wordt veel kopra en ingeblikte vis geproduceerd.

## Geboren in Roxas
- Jovita Fuentes (15 februari 1895), operazangeres en nationaal kunstenaar van de Filipijnen (overleden 1978);
- Daisy Hontiveros-Avellana (26 januari 1917), toneelmaker en nationaal kunstenaar van de Filipijnen (overleden 2013).